# Gombe, Nigeria
Gombe   este un oraș  în  Nigeria. Este reședința  statului  cu același nume.